# ヒドロキシチロソール
ヒドロキシチロソール（英: Hydroxytyrosol）はフェノール類の一つで、構造としてはカテコールのベンゼン環にエタノールがくっついた形となっている。そのままの単体あるいはエステルのオレウロペインとしてヴァージンオリーブ・オイルやオリーブの実に含まれている。

## 利用
ファンケルによるモニター調査では、本物質を摂取した被験者とプラセボを摂取した被験者とでは、前者にシミが薄くなる効果が有意にみられたことから、美白に有効であると考えられる。
実験動物レベルでは動脈硬化症の予防機能が示され、活性酸素種に直接作用し無毒化する作用、カタラーゼやヘム酸素添加酵素－1（HO-1）などの抗酸化酵素の発現を誘導し、細胞への酸化ストレス抵抗性の付与、活性酸素種を発生させる酵素の阻害による活性酸素種産生抑制作用が作用機序として考えられる。